# ヒューストン・テキサンズ
ヒューストン・テキサンズ（英語: Houston Texans、略称: HOU）は、アメリカ合衆国テキサス州ヒューストンに本拠地をおくNFLチーム。AFC南地区に所属している。ホームスタジアムはNRGスタジアム。2002年にエクスパンションで加入した、NFLで一番新しいチームである。NFLでカンファレンスチャンピオンシップゲームに出場経験のない唯一のチームである。
1999年のチーム創設時から2018年に亡くなるまで、創設者のボブ・マクネアがオーナーとして所有していた。

## 歴史

### NFL32番目のフランチャイズ
ヒューストンにはかつてヒューストン・オイラーズ（現テネシー・タイタンズ）がフランチャイズを置いていたが、1997年にテネシー州ナッシュビルに移転し、それ以来ヒューストンはNFLの空白地帯となっていた。
NFLは2002年シーズンより32番目のチームを迎え入れることになり、候補地としてはトロント、ロサンゼルス、ヒューストンがあげられた。1999年3月16日に行われたNFLのオーナー会議で29-2の賛成多数でロサンゼルスが32番目のフランチャイズと決まったが、ロサンゼルスにおける新チームを目指す複数のグループの計画が進まなかったため白紙に戻され、同年10月6日のオーナー会議で29-0でヒューストンが新フランチャイズとなり2004年のスーパーボウル開催地となることも決定された。
2000年、チームはワシントン・レッドスキンズの元ゼネラルマネージャー、チャールズ・キャサリーをGMに起用、2001年1月21日には元カロライナ・パンサーズのヘッドコーチでその後ジャクソンビル・ジャガーズのディフェンスコーディネーターを務めたドム・ケイパーズが初代ヘッドコーチに就任することが発表された。
新チームの愛称としてはオイラーズはテネシー・タイタンズが利用しているので使うことはできず公募の結果、アポロズ、ボブキャッツ、スタリオンズ、トロズ、ワイルドカッターズ、テキサンズの6候補に絞られ最終的には「テキサス州に根差した馴染みのある名前として」ヒューストン・テキサンズとなった。これは1974年にヒューストンにフランチャイズを置いていたワールド・フットボール・リーグのチームと同名である。

### チーム草創期
チーム初の公式戦は2002年9月8日にリライアント・スタジアムでのダラス・カウボーイズ戦であった。この試合でルーキーQBのデビッド・カーはビリー・ミラーへTDパスを通し19-10で勝利した。エクスパンションチームがデビューを白星で飾るのは1961年のミネソタ・バイキングス以来史上2チーム目のことであった。その後5連敗した後、ジャクソンビル・ジャガーズ戦でロード初勝利をあげた。その後、ニューヨーク・ジャイアンツ、ピッツバーグ・スティーラーズ（この試合オフェンスは46ヤードしか獲得できなかった。これはNFLの勝利チームとしては最低の記録であった。）に勝利し4勝12敗でシーズンを終えプロボウルにもゲイリー・ウォーカー、アーロン・グレンの2人が選ばれた。この年オフェンスラインが弱点となりカーは76回のサックを受けた。
2003年の開幕戦ではマイアミ・ドルフィンズを破りエクスパンションチームとしては初めて2年連続開幕戦を勝利で飾った。チームは前年より1勝しか増やせなかったがこのシーズン第38回スーパーボウル出場を果たしたカロライナ・パンサーズへの勝利、スーパーボウルチャンピオンになったニューイングランド・ペイトリオッツにもオーバータイムに持ち込む接戦(惜敗)を演じた。
2004年、開幕から3連敗したがカンザスシティ・チーフス、オークランド・レイダースに連勝、同地区のライバル、ジャクソンビル・ジャガーズ、テネシー・タイタンズから2勝を奪うなどして勝ち星を7つまで積み上げたものの、最終週にここまで3勝12敗のクリーブランド・ブラウンズに14-22で敗れて勝ち越しを逃した。この年2年目のWRアンドレ・ジョンソンがプロボウルに選ばれた。
2005年、チームは開幕から連敗しオフェンスコーディネーターのクリス・パーマーは解任された。ケイパーズヘッドコーチやキャサリーGMへのメディアやファンからの風当たりは強いものとなり、開幕から6連敗したチームはクリーブランド・ブラウンズから初勝利をあげたがその後また6連敗を喫した。最終週のサンフランシスコ・フォーティナイナーズとの試合は敗れたチームがNFLシーズンワースト成績となり翌年のNFLドラフトで全体1位指名が期待されるUSCのRBレジー・ブッシュが指名できるとあって「Bush Bowl」という陰口もたたかれた。この試合に17-20で敗れて2勝14敗でシーズンを終えた。その中で唯一の光明はルーキーのジェローム・マシスがキックオフリターンで2TDをあげてプロボウルに選ばれたことだった。
シーズン終了後ケイパーズヘッドコーチ及びコーチングスタッフの大部分は解雇された。キャサリーGMはしばらくチームに残ったがドラフト終了後にチームを去りリック・スミスが後任となり、新ヘッドコーチにはデンバー・ブロンコスのオフェンスコーディネーターだったゲイリー・キュービアックが就任した。
2006年のドラフトでは全米のメディアはレジー・ブッシュの指名を予想し、地元ヒューストンではローズボウルでそのブッシュのUSCを破り全米チャンピオンになったテキサス大学のQBヴィンス・ヤングの指名を期待した。この2人のいずれがドラフトで指名されることになるか注目されたがチームが全体1位で指名したのはノースカロライナ州立大学のDEマリオ・ウィリアムスであった。リライアント・スタジアムで行われたこのドラフトでファンは失望するとともにブーイングを行った。全米のメディアもマイケル・ジョーダンとサム・ブーイが指名された1984年のNBAドラフトを持ち出してこの選択はドラフト史上最悪のものではないかと報道した。ブッシュはニューオーリンズ・セインツに、ヤングはテネシー・タイタンズに入団した。この年ブッシュが加入したセインツはNFCチャンピオンシップゲームまで進出し、ヤングは最優秀攻撃選手に選ばれたのに対してウィリアムスは足底筋膜炎に罹り47タックル、4.5サックに終わった。チームはこの年開幕から3連敗したがテネシー・タイタンズ戦ではオフェンスの獲得ヤードで427対197と圧倒されたもののターンオーバーでボールを5回奪い勝利した。また第41回スーパーボウルを制したインディアナポリス・コルツを27-24で破り10回目の対戦で初勝利をあげた。オフェンスではQBカーが成長しパス成功率68.9%、バッファロー・ビルズ戦では22回連続パス成功の記録を残した。またアンドレ・ジョンソンはリーグトップの103回のレシーブを記録し2度目のプロボウルに選ばれた。またドラフト2巡指名のディミコ・ライアンズは最優秀新人守備選手に選ばれた。
2007年3月21日、アトランタ・ファルコンズの控えQBマット・ショーブを獲得、元ドラフト全体1位指名選手であるカーはカロライナ・パンサーズに移った。この年チームがドラフト1巡で指名したアモビ・オコイエはドラフト史上最年少選手となった（ドラフト当日19歳）。開幕からチームは連勝し前年から数えると4連勝となった。しかしその後ショーブが負傷して5試合欠場、アンドレ・ジョンソンもひざの負傷で7試合を欠場した。第9週のオークランド・レイダース戦ではデュンタ・ロビンソンがシーズン絶望となる負傷、センターのスティーブ・マッキニーも第3週にシーズン絶望となる怪我を負った。またオフシーズンに大型契約を結んだアーマン・グリーンはわずか260ヤードしか走れず故障者リストに入った。こうした状況にもかかわらずチームはホームで6勝2敗の成績を残し通算で8勝8敗、チーム史上初めて負け越さずにシーズンを終えた。アンドレ・ジョンソンはキャリア最高の8TDをあげ、2年目のマリオ・ウィリアムスはAFCトップの14サックをあげてチーム記録を更新、デミコ・ライアンズはプロボウルの先発選手に選ばれた。同地区の対戦成績は1勝5敗に終わり地区最下位であったが地区外のチームに7勝3敗の成績を残した。クリス・ブラウンはマイアミ・ドルフィンズ戦でNFL史上初めて1試合で3本の54ヤード以上のFGを決めたキッカーとなった（このうち1本は57ヤードでチーム記録）。
2008年、第2週にホームで予定されていたボルチモア・レイブンズ戦はハリケーン・アイクの影響で延期されたこともあり、ロードでの連戦を強いられ0勝4敗となったがマイアミ・ドルフィンズ戦で4thダウンゴールからショーブが残り3秒でTDランを決めて劇的な勝利を収めるなど3連勝、シーズン終盤にも4連勝を果たし最終週ではプレーオフ争いを演じていたシカゴ・ベアーズを破った。12月1日にはマンデーナイトフットボールに初登場し新人RBスティーブ・スレイトンが130ヤードを走り2TDをあげる活躍を見せるとともにマリオ・ウィリアムスが3サック、アンドレ・ジョンソンも7回のキャッチで75ヤードを獲得し1TDをあげて30-17で勝利した。スレイトンはこの年ドラフトで指名されたRBとしては10人目であったが1,282ヤードを入る活躍を見せた。またアンドレ・ジョンソンはNFLトップの115回のキャッチで1,575ヤードを獲得しマリオ・ウィリアムス、オーウェン・ダニエルズとともにプロボウルに選ばれた。この年も8勝8敗の五分でシーズンを終えた。
2009年チームは5勝3敗で前半を折り返し最終週はニューイングランド・ペイトリオッツを破り9勝7敗と初めて勝ち越ししてシーズンを終えた。プレーオフ進出にわずかに望みをつないでいたが夜行われたゲームでニューヨーク・ジェッツが勝利し9勝7敗でボルチモア・レイブンズと3チームが並んだがカンファレンス内の成績で1勝足らずワイルドカードでの出場はならなかった。この年マット・ショーブはNFL歴代6位となる4,770ヤードのパスを投げQBレイティング98.6の成績を残し、アンドレ・ジョンソンも101回のキャッチで1,569ヤードを獲得した。新人のブライアン・クッシングは最優秀新人選手に選ばれた（翌年になり禁止薬物に陽性反応があったため再投票が行われたが再度選出された。2010年開幕から4試合出場停止の処分を受けた）。シーズン終了後チームはキュービアックヘッドコーチとの契約を2012年まで延長した。
2010年、QBマット・ショーブがプロボウルに選ばれるなど、オフェンスは好成績を残したが、ディフェンスがリーグ最下位クラスで、6勝10敗と地区3位でシーズンを終えた。

### 地区強豪入り
2011年、チームはディフェンスの改善を図るため、ウェイド・フィリップスをディフェンスコーディネーターに迎えた。チームはマリオ・ウィリアムスを開幕から欠き、アンドレ・ジョンソンが怪我により9試合の欠場、マット・ショーブ、マット・ライナートが相次いでシーズン絶望となったが、エアリアン・フォスター、ベン・テイトによるラン攻撃、ウェイド・フィリップスディフェンスコーディネーターによって大幅にレベルアップした守備陣の活躍などにより、初の地区優勝を果たし、プレーオフ出場を果たした。
2012年、ドラフト外でQBケイス・キーナムを獲得した。この年、マリオ・ウィリアムスがフリーエージェントとなり、バッファロー・ビルズへ去った。チームは開幕から5連勝を果たした。また2年目のディフェンスエンドJ・J・ワットが20.5サックを挙げて最優秀守備選手に選出される活躍を残すなどした結果（プロボウルにも選出）、第15週でAFC南地区優勝を決めた。プレーオフは2回戦敗退。
2013年は、開幕から連勝したものの、その後14連敗し2勝14敗でシーズンを終えた。シーズン中にキュービアックヘッドコーチは解任され、その後、ウェイド・フィリップス守備コーディネーターが暫定ヘッドコーチを務めた。後任には、ペンシルベニア州立大学ヘッドコーチのビル・オブライエンが新ヘッドコーチに就任することとなった。
2014年は、開幕から4試合を3勝1敗、続く4試合で3敗したが、9勝7敗でシーズンを終えた。プレーオフ出場は逃した。
2015年と2016年は地区優勝を果たしたが、それぞれ初戦および2戦目で敗退した。
2017年は地区最下位となってプレーオフ出場を逃し、GMが交代となった。このシーズン途中からデショーン・ワトソン（この年のドラフト1巡目に指名）が先発QBとなった。
2018年11月23日、チームが地区首位を走る中、チーム創設時からオーナーであったボブ・マクネアが死去し、後継は妻と息子の共同で務める。このシーズンは地区優勝を遂げたがプレーオフ初戦で敗退した。2019年6月、GMのブライアン・ゲインは解雇された。
2019年も地区優勝を遂げ、プレーオフでは第4シードとなった。プレーオフ初戦ではバッファロー・ビルズを破った。二戦目では第2シードのカンサスシティ・チーフスに対し、一時は24-0とリードするものの大逆転負けを喫した。シーズン後、HCのビル・オブライエンがGMを兼任することが発表された。シーズンオフにWRのディアンドレ・ホプキンスをアリゾナ・カージナルスへ放出した。

### 低迷期再び
2020年10月5日、開幕から0勝4敗と躓いたためHC兼GMのビル・オブライエンは解雇された。その後、GMはフットボールオペレーション部門上級副社長のジャック・イースタービーが代理として就き、暫定HCはアシスタントヘッドコーチを務めていたロメオ・クレネルが担当する。クレネルは、暫定ではあるがNFL史上最高齢となる73歳でのヘッドコーチ就任となった。プレーオフは逃した。
2021年1月7日、ニューイングランド・ペイトリオッツのコーチやフロントを歴任したニック・カセリオがGMに就任した。2021年1月28日、ボルチモア・レイブンズのアシスタントHCだったデビッド・カリーがHCに就任した。2021年2月、J・J・ワットが球団と双方合意の上退団し、アリゾナ・カージナルスに移籍した。正QBデショーン・ワトソンはコーチとの確執などを理由としてシーズン当初からトレードを希望し、またハラスメント問題が持ち上がったために2021年シーズンは一度もプレーしなかった。地区三位となって今シーズンもプレーオフを逃した。2022年1月13日、カリーはわずか一年で解雇された。HC後任にはDCラビー・スミスが就任した。
2022年3月18日、多くのハラスメント問題を抱えるデショーン・ワトソンと2024年ドラフトの5巡目指名権を、2022年、2023年、2024年ドラフトの1巡目指名権、2023年の3巡目指名権、そして2024年の4巡目指名権と引きかえにクリーブランド・ブラウンズにトレードした。2022年シーズンはシーズン当初から低迷し、リーグで最も早くプレーオフを逃したチームとなり地区最下位でシーズンを終え、リーグ全体でも下から二番目の勝率でシーズンを終えた。ホームでは1勝もできなかった。シーズン終了後、ラビー・スミスはHCから解任された。

### 再建
2023年1月31日、かつてチームの花形選手として6年間プレーし2022年シーズンまでサンフランシスコ・フォーティナイナーズでDCを務めたディミコ・ライアンズをHCとして起用した。2023年のNFLドラフトでは、全体2番目の指名権を行使してオハイオ州立大学のQBであるC・J・ストラウドを獲得した。2023年シーズンは、開幕からストラウドを先発QBに起用した。同年10月2日、644日ぶりにホームでの勝利を挙げた。最終週、10勝7敗で地区優勝を果たし4年ぶりにプレーオフ進出を決めた。プレーオフ初戦のワイルドカード・プレーオフでクリーブランド・ブラウンズを破ったが、次のディビジョナル・プレーオフではシード1位のボルティモア・レイブンズに敗れ、AFCチャンピオンシップゲーム初出場は果たせなかった。
2024年も地区優勝を果たし第4シードでプレーオフに進んだ。プレーオフ初戦ではロサンゼルス・チャージャーズ相手に4つのパス・インターセプトを得るなどディフェンスが活躍し勝利した。二戦目ではカンザスシティ・チーフスに敗れ、AFCチャンピオンシップゲーム初出場はまたしても果たせなかった。

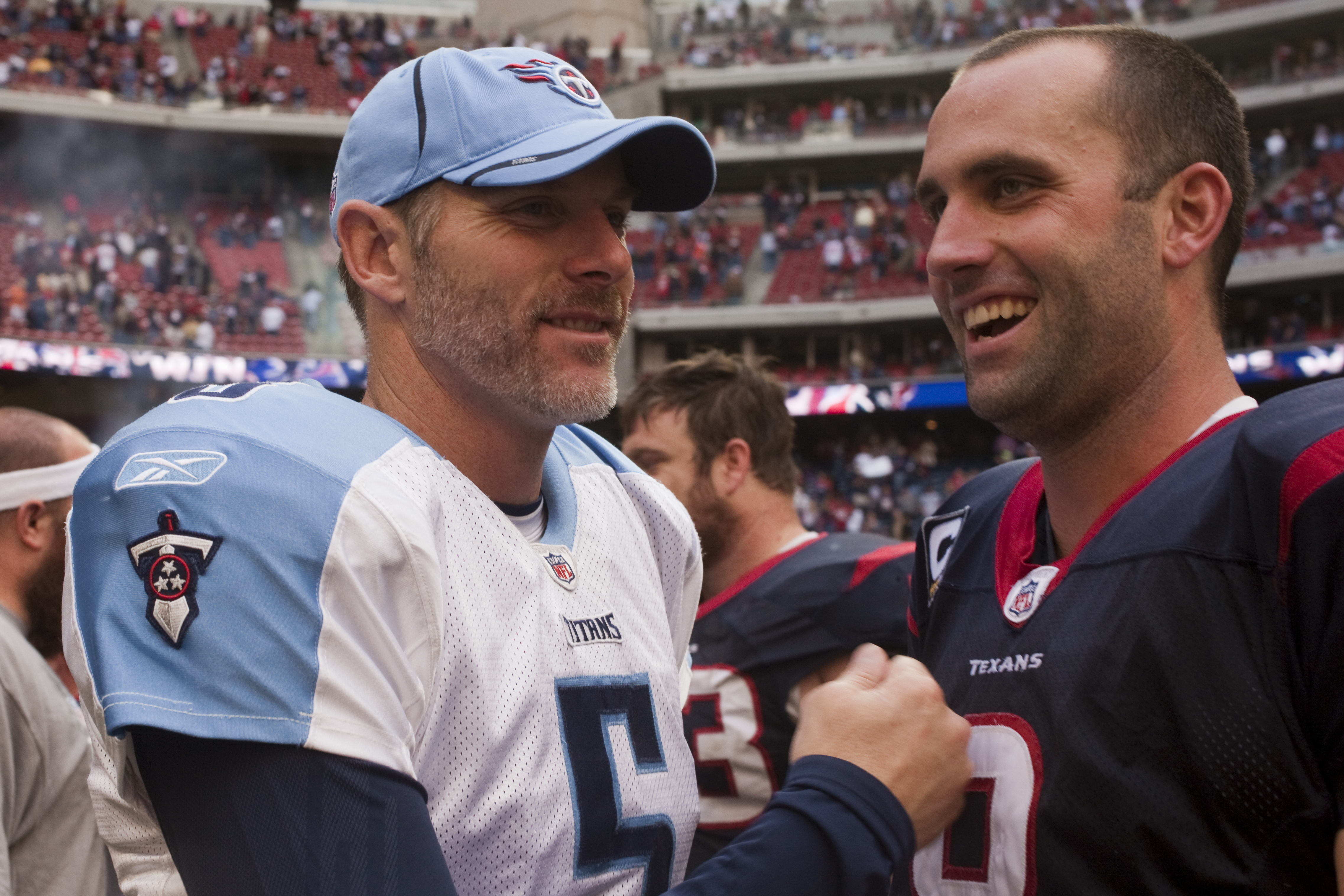
マット・ショーブ（右）とケリー・コリンズ（左）
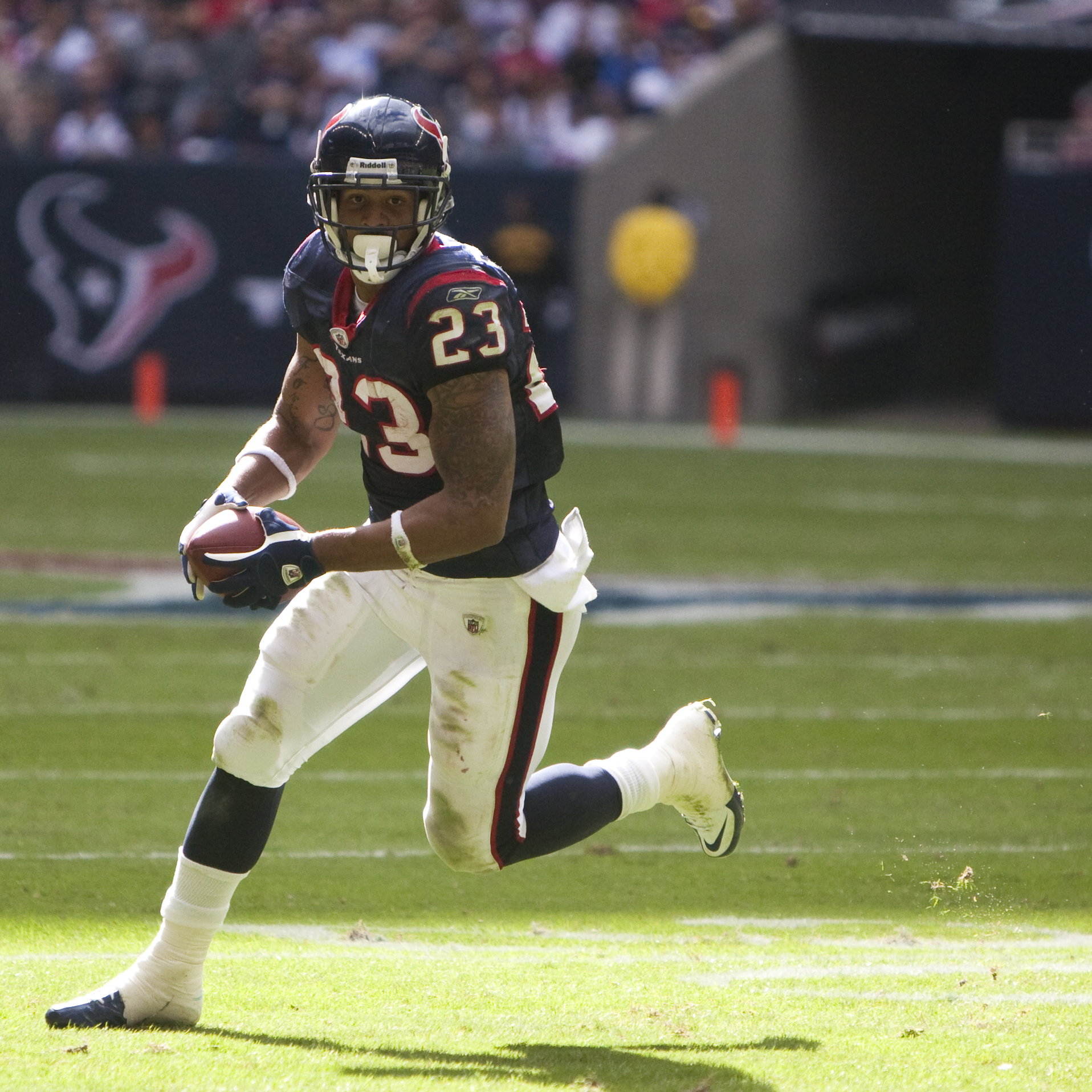
エアリアン・フォスター
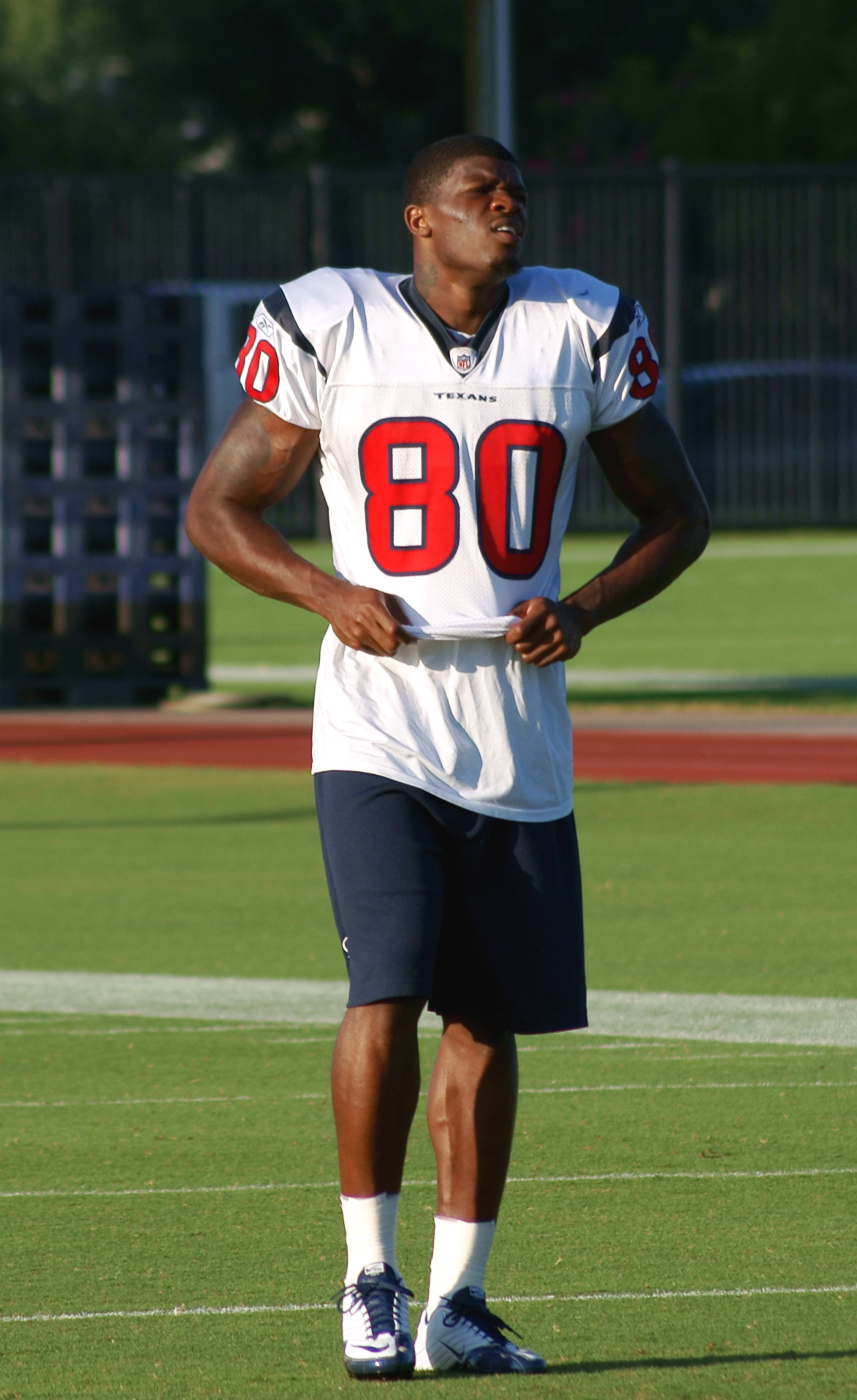
アンドレ・ジョンソン
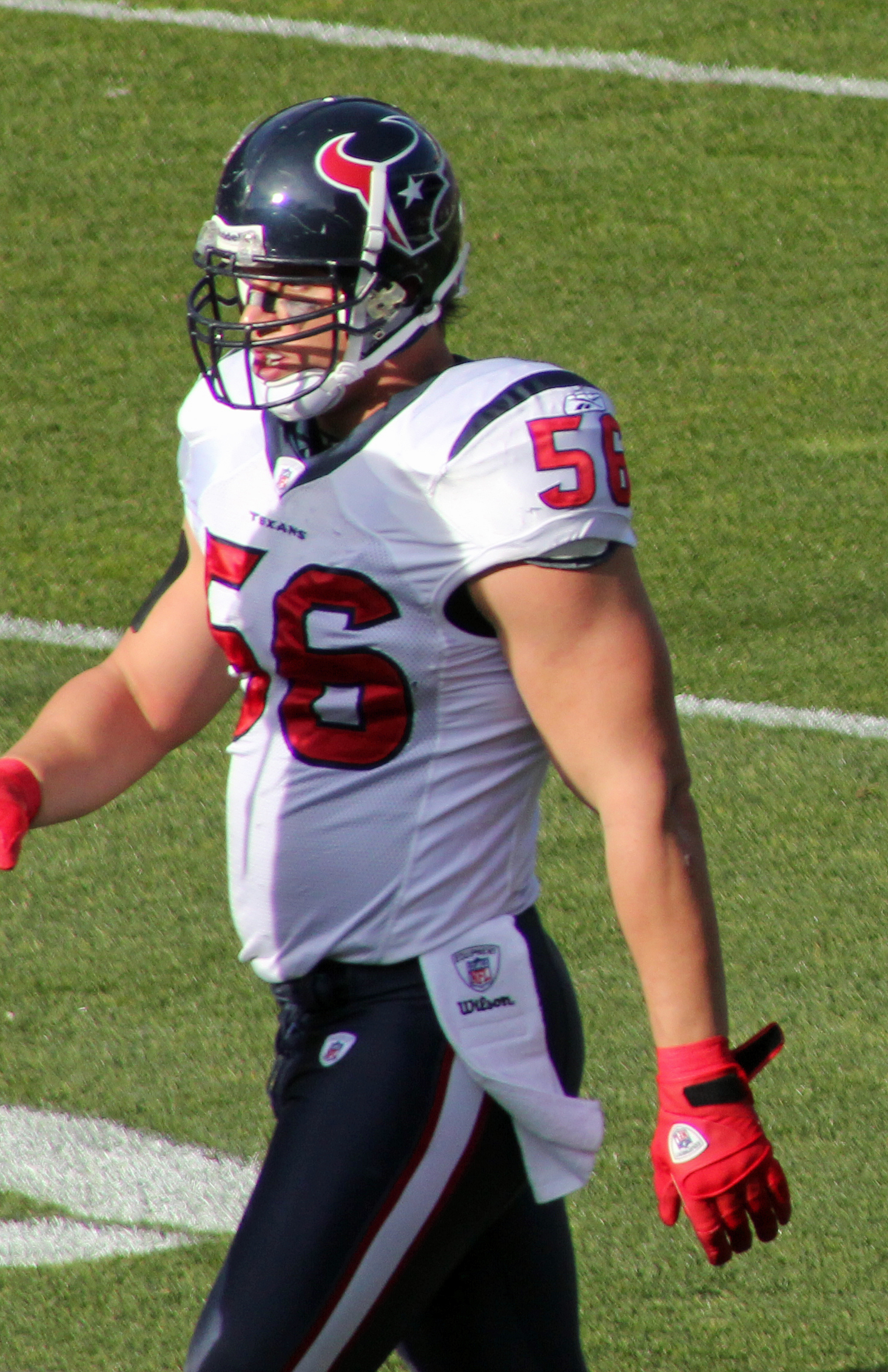
ブライアン・クッシング
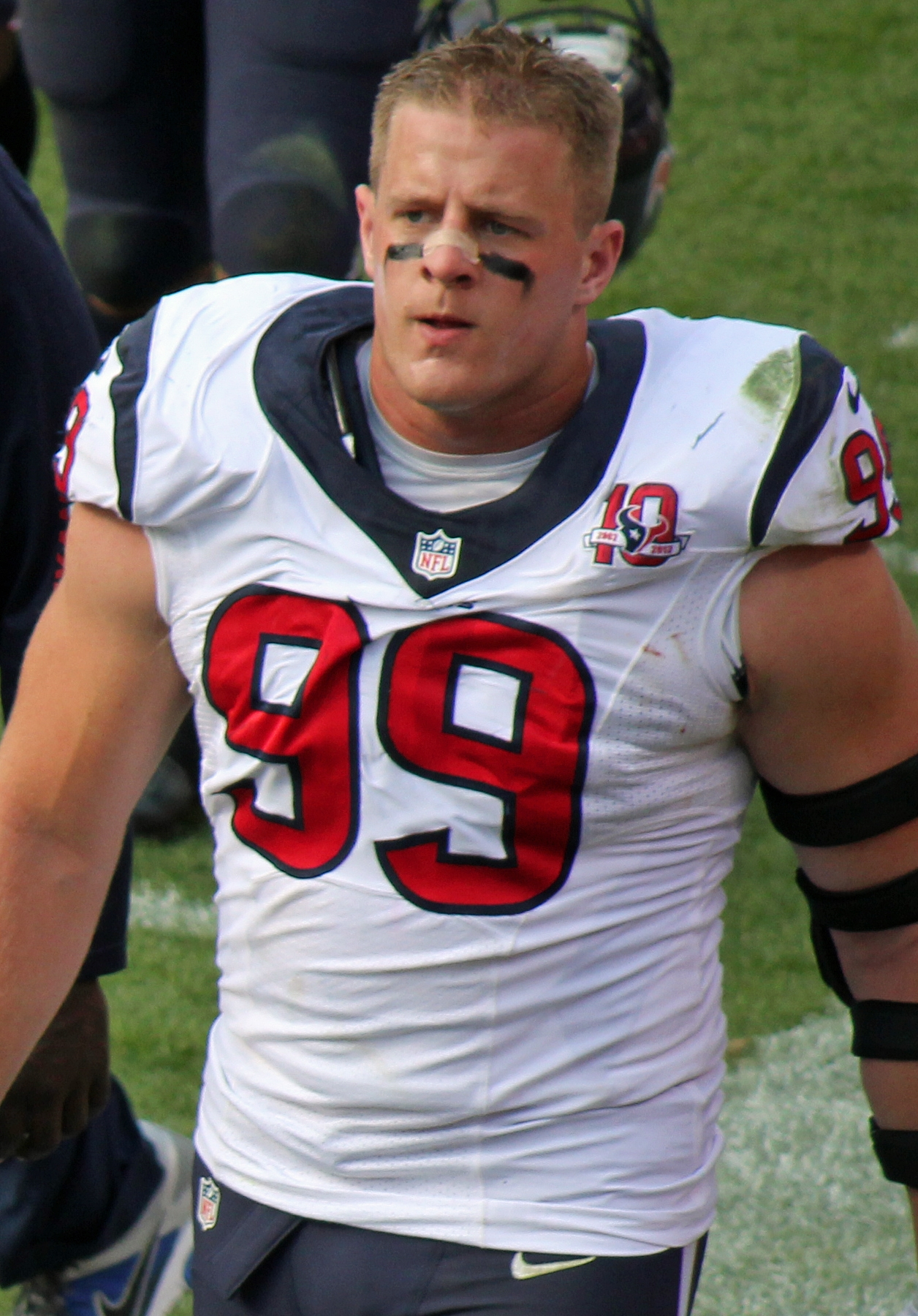
J・J・ワット
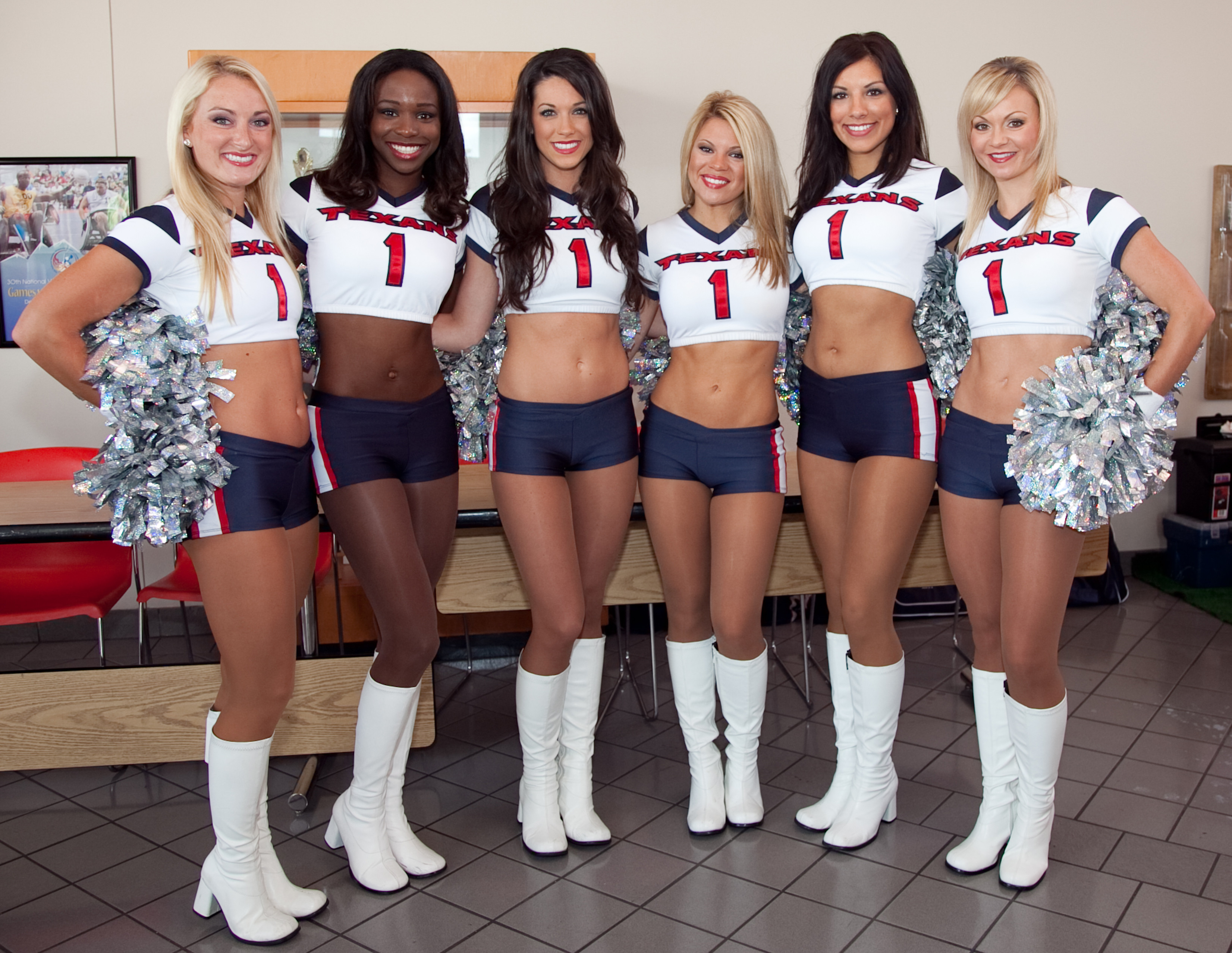
テキサンズ・チアリーダー

## 2025年シーズン
|      | AFC            | AFC        | AFC            | AFC            | NFC          | NFC            | NFC          | NFC          |
| 前年 | 西地区         | 南地区     | 北地区         | 東地区         | 西地区       | 南地区         | 北地区       | 東地区       |
| ---- | -------------- | ---------- | -------------- | -------------- | ------------ | -------------- | ------------ | ------------ |
| 1位  | チーフス       | テキサンズ | レイブンズ     | ビルズ         | ラムズ       | バッカニアーズ | ライオンズ   | イーグルス   |
| 2位  | チャージャーズ | コルツ     | スティーラーズ | ドルフィンズ   | シーホークス | ファルコンズ   | バイキングス | コマンダース |
| 3位  | ブロンコス     | ジャガーズ | ベンガルズ     | ジェッツ       | カージナルス | パンサーズ     | パッカーズ   | カウボーイズ |
| 4位  | レイダース     | タイタンズ | ブラウンズ     | ペイトリオッツ | 49ers        | セインツ       | ベアーズ     | ジャイアンツ |

 ：1度対戦　 ：2度対戦
| 年   | 成績               | AFC  | 地区 | 勝 | 敗 | 分 | 率   | Div   | Con   | 平均得点 | 平均失点 |
| ---- | ------------------ | ---- | ---- | -- | -- | -- | ---- | ----- | ----- | -------- | -------- |
| 2025 |                    |      |      | 0  | 0  | 0  | –    | -     | -     |          |          |
| 2024 | ディビジョナル敗退 | 4位  | 優勝 | 10 | 7  | 0  | .588 | 5-1   | 8-4   | 21.9     | 21.9     |
| 2023 | ディビジョナル敗退 | 4位  | 優勝 | 10 | 7  | 0  | .588 | 4–2   | 7–5   | 22.2     | 20.8     |
| 2022 | レギュラー敗退     | 16位 | 4位  | 3  | 13 | 1  | .206 | 3-2-1 | 3-8-1 | 17.0     | 24.7     |
| 2021 | レギュラー敗退     | 15位 | 3位  | 4  | 13 | 0  | .235 | 3-3   | 4-8   | 16.5     | 26.6     |
| 2020 | レギュラー敗退     | 14位 | 3位  | 4  | 12 | 0  | .250 | 2-4   | 3-9   | 24.0     | 29.0     |
| 2019 | ディビジョナル敗退 | 4位  | 優勝 | 10 | 6  | 0  | .625 | 4-2   | 8-4   | 23.6     | 24.1     |
| 2018 | ワイルドカード敗退 | 3位  | 優勝 | 11 | 5  | 0  | .688 | 4-2   | 9-3   | 25.1     | 19.8     |
| 2017 | レギュラー敗退     | 15位 | 4位  | 4  | 12 | 0  | .250 | 1-5   | 3-9   | 21.1     | 27.3     |
| 2016 | ディビジョナル敗退 | 4位  | 優勝 | 9  | 7  | 0  | .563 | 5-1   | 7-5   | 17.4     | 20.5     |
| 2015 | ワイルドカード敗退 | 4位  | 優勝 | 9  | 7  | 0  | .563 | 5-1   | 7-5   | 21.2     | 19.6     |
| 2014 | レギュラー敗退     | 7位  | 2位  | 9  | 7  | 0  | .563 | 4-2   | 8-4   | 23.3     | 19.2     |
| 2013 | レギュラー敗退     | 16位 | 4位  | 2  | 14 | 0  | .125 | 1-5   | 2-10  | 17.3     | 26.8     |
| 2012 | ディビジョナル敗退 | 3位  | 優勝 | 12 | 4  | 0  | .750 | 5-1   | 10-2  | 26.0     | 20.7     |
| 2011 | ディビジョナル敗退 | 3位  | 優勝 | 10 | 6  | 0  | .625 | 4-2   | 8-4   | 23.8     | 17.4     |
| 2010 | レギュラー敗退     | 11位 | 3位  | 6  | 10 | 0  | .375 | 3-3   | 5-7   | 24.4     | 26.7     |
| 2009 | レギュラー敗退     | 7位  | 2位  | 9  | 7  | 0  | .563 | 1-5   | 6-6   | 24.3     | 20.8     |
| 2008 | レギュラー敗退     | 9位  | 3位  | 8  | 8  | 0  | .500 | 2-4   | 5-7   | 22.9     | 24.6     |
| 2007 | レギュラー敗退     | 8位  | 4位  | 8  | 8  | 0  | .500 | 1-5   | 5-7   | 23.7     | 24.0     |
| 2006 | レギュラー敗退     | 13位 | 4位  | 6  | 10 | 0  | .375 | 3-3   | 6-6   | 16.7     | 22.9     |
| 2005 | レギュラー敗退     | 16位 | 4位  | 2  | 14 | 0  | .125 | 0-6   | 1-11  | 16.3     | 26.9     |

### 2024年シーズン成績
| (4)ヒューストン・テキサンズ | 10 | 7  | 0 | .588 | 5-1 | 8-4 | 372 | 372 | 21.9 | 21.9 | .481 | .376 |
| インディアナポリス・コルツ  | 8  | 9  | 0 | .471 | 3-3 | 7-5 | 377 | 427 | 22.2 | 25.1 | .457 | .309 |
| ジャクソンビル・ジャガーズ  | 4  | 13 | 0 | .235 | 3-3 | 4-8 | 320 | 435 | 18.8 | 25.6 | .478 | .265 |
| テネシー・タイタンズ        | 3  | 14 | 0 | .176 | 1-5 | 3-9 | 311 | 460 | 18.3 | 27.1 | .522 | .431 |

| AFC 2024       | AFC 2024                           | AFC 2024 | AFC 2024 | AFC 2024 | AFC 2024 | AFC 2024 | AFC 2024 | AFC 2024 | AFC 2024 | AFC 2024 |
| 順 位          | チーム                             | 地 区    | 勝       | 敗       | 分       | 勝率     | DIV      | CON      | SOS      | SOV      |
| 地区優勝       | 地区優勝                           | 地区優勝 | 地区優勝 | 地区優勝 | 地区優勝 | 地区優勝 | 地区優勝 | 地区優勝 | 地区優勝 | 地区優勝 |
| -------------- | ---------------------------------- | -------- | -------- | -------- | -------- | -------- | -------- | -------- | -------- | -------- |
| 1              | カンザスシティ・チーフス           | 西       | 15       | 2        | 0        | .882     | 5-1      | 10-2     | .488     | .463     |
| 2              | バッファロー・ビルズ               | 東       | 13       | 4        | 0        | .765     | 5-1      | 9-3      | .467     | .448     |
| 3              | ボルチモア・レイブンズ             | 北       | 12       | 5        | 0        | .706     | 4-2      | 8-4      | .529     | .525     |
| 4              | ヒューストン・テキサンズ           | 南       | 10       | 7        | 0        | .588     | 5-1      | 8-4      | .481     | .376     |
| ワイルドカード |                                    |          |          |          |          |          |          |          |          |          |
| 5              | ロサンゼルス・チャージャーズ       | 西       | 11       | 6        | 0        | .647     | 4-2      | 8-4      | .467     | .348     |
| 6              | ピッツバーグ・スティーラーズ       | 北       | 10       | 7        | 0        | .588     | 3-3      | 7-5      | .502     | .453     |
| 7              | デンバー・ブロンコス               | 西       | 10       | 7        | 0        | .588     | 3-3      | 6-6      | .502     | .394     |
|                |                                    |          |          |          |          |          |          |          |          |          |
| 8              | シンシナティ・ベンガルズ           | 北       | 9        | 8        | 0        | .529     | 3–3      | 6-6      | .478     | .314     |
| 9              | マイアミ・ドルフィンズ             | 東       | 8        | 9        | 0        | .471     | 3-3      | 6-6      | .419     | .294     |
| 10             | インディアナポリス・コルツ         | 南       | 8        | 9        | 0        | .471     | 3-3      | 7-5      | .457     | .309     |
| 11             | ニューヨーク・ジェッツ             | 東       | 5        | 12       | 0        | .294     | 2-4      | 5-7      | .495     | .341     |
| 12             | ジャクソンビル・ジャガーズ         | 南       | 4        | 13       | 0        | .235     | 3-3      | 4-8      | .478     | .265     |
| 13             | ニューイングランド・ペイトリオッツ | 東       | 4        | 13       | 0        | .235     | 2-4      | 3-9      | .471     | .471     |
| 14             | ラスベガス・レイダース             | 西       | 4        | 13       | 0        | .235     | 0-6      | 3-9      | .540     | .353     |
| 15             | クリーブランド・ブラウンズ         | 北       | 3        | 14       | 0        | .176     | 2–4      | 3-9      | .536     | .510     |
| 16             | テネシー・タイタンズ               | 南       | 3        | 14       | 0        | .176     | 1-5      | 3-9      | .522     | .431     |
| タイブレーク   |                                    |          |          |          |          |          |          |          |          |          |
| 1. 2. 3. 4. 5. |                                    |          |          |          |          |          |          |          |          |          |

|  |                                                      |                                                      |                                                      |                                                |                                  |                                  |                                  |                                |          |    |                                  |                                  |                                  |  |  |                                   |                                   |                                   |
|  | ワイルドカード・プレーオフ                           | ワイルドカード・プレーオフ                           | ワイルドカード・プレーオフ                           |                                                |                                  | ディビジョナル・プレーオフ       | ディビジョナル・プレーオフ       | ディビジョナル・プレーオフ     |          |    |                                  |                                  |                                  |  |  |                                   |                                   |                                   |
|  | 2025年1月11日 M&Tバンク・スタジアム                  | 2025年1月11日 M&Tバンク・スタジアム                  | 2025年1月11日 M&Tバンク・スタジアム                  |                                                |                                  | 1月19日 ハイマーク・スタジアム   | 1月19日 ハイマーク・スタジアム   | 1月19日 ハイマーク・スタジアム |          |    | 1月26日 アローヘッド・スタジアム | 1月26日 アローヘッド・スタジアム | 1月26日 アローヘッド・スタジアム |  |  | 2月9日 シーザーズ・スーパードーム | 2月9日 シーザーズ・スーパードーム | 2月9日 シーザーズ・スーパードーム |
|  | 6                                                    | スティーラーズ                                       | 14                                                   |                                                |                                  | 1月19日 ハイマーク・スタジアム   | 1月19日 ハイマーク・スタジアム   | 1月19日 ハイマーク・スタジアム |          |    | 1月26日 アローヘッド・スタジアム | 1月26日 アローヘッド・スタジアム | 1月26日 アローヘッド・スタジアム |  |  | 2月9日 シーザーズ・スーパードーム | 2月9日 シーザーズ・スーパードーム | 2月9日 シーザーズ・スーパードーム |
|  | 6                                                    | スティーラーズ                                       | 14                                                   |                                                |                                  | 1月19日 ハイマーク・スタジアム   | 1月19日 ハイマーク・スタジアム   | 1月19日 ハイマーク・スタジアム |          |    | 1月26日 アローヘッド・スタジアム | 1月26日 アローヘッド・スタジアム | 1月26日 アローヘッド・スタジアム |  |  | 2月9日 シーザーズ・スーパードーム | 2月9日 シーザーズ・スーパードーム | 2月9日 シーザーズ・スーパードーム |
|  | 3                                                    | レイブンズ                                           | 28                                                   |                                                |                                  | 1月19日 ハイマーク・スタジアム   | 1月19日 ハイマーク・スタジアム   | 1月19日 ハイマーク・スタジアム |          |    | 1月26日 アローヘッド・スタジアム | 1月26日 アローヘッド・スタジアム | 1月26日 アローヘッド・スタジアム |  |  | 2月9日 シーザーズ・スーパードーム | 2月9日 シーザーズ・スーパードーム | 2月9日 シーザーズ・スーパードーム |
|  | 3                                                    | レイブンズ                                           | 28                                                   |                                                |                                  | 1月19日 ハイマーク・スタジアム   | 1月19日 ハイマーク・スタジアム   | 1月19日 ハイマーク・スタジアム |          |    | 1月26日 アローヘッド・スタジアム | 1月26日 アローヘッド・スタジアム | 1月26日 アローヘッド・スタジアム |  |  | 2月9日 シーザーズ・スーパードーム | 2月9日 シーザーズ・スーパードーム | 2月9日 シーザーズ・スーパードーム |
|  | 2025年1月12日 ハイマーク・スタジアム                 | 2025年1月12日 ハイマーク・スタジアム                 | 2025年1月12日 ハイマーク・スタジアム                 | 3                                              | レイブンズ                       | 25                               |                                  |                                |          |    | 1月26日 アローヘッド・スタジアム | 1月26日 アローヘッド・スタジアム | 1月26日 アローヘッド・スタジアム |  |  | 2月9日 シーザーズ・スーパードーム | 2月9日 シーザーズ・スーパードーム | 2月9日 シーザーズ・スーパードーム |
|  | 2025年1月12日 ハイマーク・スタジアム                 | 2025年1月12日 ハイマーク・スタジアム                 | 2025年1月12日 ハイマーク・スタジアム                 | 3                                              | レイブンズ                       | 25                               |                                  |                                |          |    | 1月26日 アローヘッド・スタジアム | 1月26日 アローヘッド・スタジアム | 1月26日 アローヘッド・スタジアム |  |  | 2月9日 シーザーズ・スーパードーム | 2月9日 シーザーズ・スーパードーム | 2月9日 シーザーズ・スーパードーム |
|  | 2025年1月12日 ハイマーク・スタジアム                 | 2025年1月12日 ハイマーク・スタジアム                 | 2025年1月12日 ハイマーク・スタジアム                 |                                                | 2                                | ビルズ                           | 27                               |                                |          |    | 1月26日 アローヘッド・スタジアム | 1月26日 アローヘッド・スタジアム | 1月26日 アローヘッド・スタジアム |  |  | 2月9日 シーザーズ・スーパードーム | 2月9日 シーザーズ・スーパードーム | 2月9日 シーザーズ・スーパードーム |
|  | 2025年1月12日 ハイマーク・スタジアム                 | 2025年1月12日 ハイマーク・スタジアム                 | 2025年1月12日 ハイマーク・スタジアム                 |                                                | 2                                | ビルズ                           | 27                               |                                |          |    | 1月26日 アローヘッド・スタジアム | 1月26日 アローヘッド・スタジアム | 1月26日 アローヘッド・スタジアム |  |  | 2月9日 シーザーズ・スーパードーム | 2月9日 シーザーズ・スーパードーム | 2月9日 シーザーズ・スーパードーム |
|  | 7                                                    | ブロンコス                                           | 7                                                    | AFC                                            | AFC                              | AFC                              |                                  |                                |          |    | 1月26日 アローヘッド・スタジアム | 1月26日 アローヘッド・スタジアム | 1月26日 アローヘッド・スタジアム |  |  | 2月9日 シーザーズ・スーパードーム | 2月9日 シーザーズ・スーパードーム | 2月9日 シーザーズ・スーパードーム |
|  | 7                                                    | ブロンコス                                           | 7                                                    | AFC                                            | AFC                              | AFC                              |                                  |                                |          |    | 1月26日 アローヘッド・スタジアム | 1月26日 アローヘッド・スタジアム | 1月26日 アローヘッド・スタジアム |  |  | 2月9日 シーザーズ・スーパードーム | 2月9日 シーザーズ・スーパードーム | 2月9日 シーザーズ・スーパードーム |
|  | 2                                                    | ビルズ                                               | 31                                                   |                                                | 1月18日 アローヘッド・スタジアム | 1月18日 アローヘッド・スタジアム | 1月18日 アローヘッド・スタジアム |                                |          |    | 1月26日 アローヘッド・スタジアム | 1月26日 アローヘッド・スタジアム | 1月26日 アローヘッド・スタジアム |  |  | 2月9日 シーザーズ・スーパードーム | 2月9日 シーザーズ・スーパードーム | 2月9日 シーザーズ・スーパードーム |
|  | 2                                                    | ビルズ                                               | 31                                                   |                                                | 1月18日 アローヘッド・スタジアム | 1月18日 アローヘッド・スタジアム | 1月18日 アローヘッド・スタジアム |                                |          |    | 1月26日 アローヘッド・スタジアム | 1月26日 アローヘッド・スタジアム | 1月26日 アローヘッド・スタジアム |  |  | 2月9日 シーザーズ・スーパードーム | 2月9日 シーザーズ・スーパードーム | 2月9日 シーザーズ・スーパードーム |
|  | 2025年1月11日 NRGスタジアム                          | 2025年1月11日 NRGスタジアム                          | 2025年1月11日 NRGスタジアム                          | 2                                              | 1月18日 アローヘッド・スタジアム | 1月18日 アローヘッド・スタジアム | 1月18日 アローヘッド・スタジアム | ビルズ                         | 29       |    |                                  |                                  |                                  |  |  | 2月9日 シーザーズ・スーパードーム | 2月9日 シーザーズ・スーパードーム | 2月9日 シーザーズ・スーパードーム |
|  | 2025年1月11日 NRGスタジアム                          | 2025年1月11日 NRGスタジアム                          | 2025年1月11日 NRGスタジアム                          | 2                                              | 1月18日 アローヘッド・スタジアム | 1月18日 アローヘッド・スタジアム | 1月18日 アローヘッド・スタジアム | ビルズ                         | 29       |    |                                  |                                  |                                  |  |  | 2月9日 シーザーズ・スーパードーム | 2月9日 シーザーズ・スーパードーム | 2月9日 シーザーズ・スーパードーム |
|  | 2025年1月11日 NRGスタジアム                          | 2025年1月11日 NRGスタジアム                          | 2025年1月11日 NRGスタジアム                          |                                                | 1月18日 アローヘッド・スタジアム | 1月18日 アローヘッド・スタジアム | 1月18日 アローヘッド・スタジアム | 1                              | チーフス | 32 |                                  |                                  |                                  |  |  | 2月9日 シーザーズ・スーパードーム | 2月9日 シーザーズ・スーパードーム | 2月9日 シーザーズ・スーパードーム |
|  | 2025年1月11日 NRGスタジアム                          | 2025年1月11日 NRGスタジアム                          | 2025年1月11日 NRGスタジアム                          |                                                | 1月18日 アローヘッド・スタジアム | 1月18日 アローヘッド・スタジアム | 1月18日 アローヘッド・スタジアム | 1                              | チーフス | 32 |                                  |                                  |                                  |  |  | 2月9日 シーザーズ・スーパードーム | 2月9日 シーザーズ・スーパードーム | 2月9日 シーザーズ・スーパードーム |
|  | 2025年1月11日 NRGスタジアム                          | 2025年1月11日 NRGスタジアム                          | 2025年1月11日 NRGスタジアム                          | AFCチャンピオンシップ                          | 1月18日 アローヘッド・スタジアム | 1月18日 アローヘッド・スタジアム | 1月18日 アローヘッド・スタジアム |                                |          |    |                                  |                                  |                                  |  |  | 2月9日 シーザーズ・スーパードーム | 2月9日 シーザーズ・スーパードーム | 2月9日 シーザーズ・スーパードーム |
|  | 2025年1月11日 NRGスタジアム                          | 2025年1月11日 NRGスタジアム                          | 2025年1月11日 NRGスタジアム                          |                                                | 1月18日 アローヘッド・スタジアム | 1月18日 アローヘッド・スタジアム | 1月18日 アローヘッド・スタジアム |                                |          |    |                                  |                                  |                                  |  |  | 2月9日 シーザーズ・スーパードーム | 2月9日 シーザーズ・スーパードーム | 2月9日 シーザーズ・スーパードーム |
|  | 2025年1月11日 NRGスタジアム                          | 2025年1月11日 NRGスタジアム                          | 2025年1月11日 NRGスタジアム                          | 1月26日 リンカーン・フィナンシャル・フィールド | 1月18日 アローヘッド・スタジアム | 1月18日 アローヘッド・スタジアム | 1月18日 アローヘッド・スタジアム |                                |          |    |                                  |                                  |                                  |  |  | 2月9日 シーザーズ・スーパードーム | 2月9日 シーザーズ・スーパードーム | 2月9日 シーザーズ・スーパードーム |
|  | 5                                                    | チャージャーズ                                       | 12                                                   |                                                | 1月18日 アローヘッド・スタジアム | 1月18日 アローヘッド・スタジアム | 1月18日 アローヘッド・スタジアム |                                |          |    |                                  |                                  |                                  |  |  | 2月9日 シーザーズ・スーパードーム | 2月9日 シーザーズ・スーパードーム | 2月9日 シーザーズ・スーパードーム |
|  | 5                                                    | チャージャーズ                                       | 12                                                   | 4                                              | テキサンズ                       | 14                               |                                  |                                |          |    |                                  |                                  |                                  |  |  | 2月9日 シーザーズ・スーパードーム | 2月9日 シーザーズ・スーパードーム | 2月9日 シーザーズ・スーパードーム |
|  | 4                                                    | テキサンズ                                           | 32                                                   | 4                                              | テキサンズ                       | 14                               |                                  |                                |          |    |                                  |                                  |                                  |  |  | 2月9日 シーザーズ・スーパードーム | 2月9日 シーザーズ・スーパードーム | 2月9日 シーザーズ・スーパードーム |
|  | 4                                                    | テキサンズ                                           | 32                                                   | 1                                              | チーフス                         | 23                               |                                  |                                |          |    |                                  |                                  |                                  |  |  | 2月9日 シーザーズ・スーパードーム | 2月9日 シーザーズ・スーパードーム | 2月9日 シーザーズ・スーパードーム |
|  | 2025年1月12日 レイモンド・ジェームス・スタジアム     |                                                      |                                                      | 1                                              | チーフス                         | 23                               |                                  |                                |          |    |                                  |                                  |                                  |  |  | 2月9日 シーザーズ・スーパードーム | 2月9日 シーザーズ・スーパードーム | 2月9日 シーザーズ・スーパードーム |
|  | 1月18日 フォード・フィールド                         |                                                      |                                                      |                                                |                                  |                                  |                                  |                                |          |    |                                  |                                  |                                  |  |  | 2月9日 シーザーズ・スーパードーム | 2月9日 シーザーズ・スーパードーム | 2月9日 シーザーズ・スーパードーム |
|  |                                                      |                                                      |                                                      |                                                |                                  |                                  |                                  |                                |          |    |                                  |                                  |                                  |  |  | 2月9日 シーザーズ・スーパードーム | 2月9日 シーザーズ・スーパードーム | 2月9日 シーザーズ・スーパードーム |
|  |                                                      |                                                      |                                                      |                                                |                                  |                                  |                                  |                                |          |    |                                  |                                  |                                  |  |  | 2月9日 シーザーズ・スーパードーム | 2月9日 シーザーズ・スーパードーム | 2月9日 シーザーズ・スーパードーム |
|  |                                                      |                                                      |                                                      |                                                |                                  |                                  |                                  |                                |          |    |                                  |                                  |                                  |  |  | 2月9日 シーザーズ・スーパードーム | 2月9日 シーザーズ・スーパードーム | 2月9日 シーザーズ・スーパードーム |
|  | A1                                                   | チーフス                                             | 22                                                   |                                                |                                  |                                  |                                  |                                |          |    |                                  |                                  |                                  |  |  |                                   |                                   |                                   |
|  | A1                                                   | チーフス                                             | 22                                                   |                                                |                                  |                                  |                                  |                                |          |    |                                  |                                  |                                  |  |  |                                   |                                   |                                   |
|  |                                                      | N2                                                   | イーグルス                                           | 40                                             |                                  |                                  |                                  |                                |          |    |                                  |                                  |                                  |  |  |                                   |                                   |                                   |
|  |                                                      | N2                                                   | イーグルス                                           | 40                                             |                                  |                                  |                                  |                                |          |    |                                  |                                  |                                  |  |  |                                   |                                   |                                   |
|  | 第59回スーパーボウル                                 |                                                      |                                                      |                                                |                                  |                                  |                                  |                                |          |    |                                  |                                  |                                  |  |  |                                   |                                   |                                   |
|  |                                                      |                                                      |                                                      |                                                |                                  |                                  |                                  |                                |          |    |                                  |                                  |                                  |  |  |                                   |                                   |                                   |
|  |                                                      |                                                      |                                                      |                                                |                                  |                                  |                                  |                                |          |    |                                  |                                  |                                  |  |  |                                   |                                   |                                   |
|  | 6                                                    | コマンダース                                         | 23                                                   |                                                |                                  |                                  |                                  |                                |          |    |                                  |                                  |                                  |  |  |                                   |                                   |                                   |
|  | 6                                                    | コマンダース                                         | 23                                                   | 6                                              | コマンダース                     | 45                               |                                  |                                |          |    |                                  |                                  |                                  |  |  |                                   |                                   |                                   |
|  | 3                                                    | バッカニアーズ                                       | 20                                                   | 6                                              | コマンダース                     | 45                               |                                  |                                |          |    |                                  |                                  |                                  |  |  |                                   |                                   |                                   |
|  | 3                                                    | バッカニアーズ                                       | 20                                                   | 1                                              | ライオンズ                       | 31                               |                                  |                                |          |    |                                  |                                  |                                  |  |  |                                   |                                   |                                   |
|  | 2025年1月13日 ステートファーム・スタジアム           |                                                      |                                                      | 1                                              | ライオンズ                       | 31                               |                                  |                                |          |    |                                  |                                  |                                  |  |  |                                   |                                   |                                   |
|  | NFC                                                  |                                                      |                                                      |                                                |                                  |                                  |                                  |                                |          |    |                                  |                                  |                                  |  |  |                                   |                                   |                                   |
|  |                                                      |                                                      |                                                      |                                                |                                  |                                  |                                  |                                |          |    |                                  |                                  |                                  |  |  |                                   |                                   |                                   |
|  | 1月19日 リンカーン・フィナンシャル・フィールド       |                                                      |                                                      |                                                |                                  |                                  |                                  |                                |          |    |                                  |                                  |                                  |  |  |                                   |                                   |                                   |
|  |                                                      |                                                      |                                                      |                                                |                                  |                                  |                                  |                                |          |    |                                  |                                  |                                  |  |  |                                   |                                   |                                   |
|  | 6                                                    | コマンダース                                         | 23                                                   |                                                |                                  |                                  |                                  |                                |          |    |                                  |                                  |                                  |  |  |                                   |                                   |                                   |
|  | 6                                                    | コマンダース                                         | 23                                                   |                                                |                                  |                                  |                                  |                                |          |    |                                  |                                  |                                  |  |  |                                   |                                   |                                   |
|  |                                                      | 2                                                    | イーグルス                                           | 55                                             |                                  |                                  |                                  |                                |          |    |                                  |                                  |                                  |  |  |                                   |                                   |                                   |
|  |                                                      | 2                                                    | イーグルス                                           | 55                                             |                                  |                                  |                                  |                                |          |    |                                  |                                  |                                  |  |  |                                   |                                   |                                   |
|  | 5                                                    | バイキングス                                         | 9                                                    | NFCチャンピオンシップ                          | NFCチャンピオンシップ            | NFCチャンピオンシップ            |                                  |                                |          |    |                                  |                                  |                                  |  |  |                                   |                                   |                                   |
|  | 5                                                    | バイキングス                                         | 9                                                    | NFCチャンピオンシップ                          | NFCチャンピオンシップ            | NFCチャンピオンシップ            |                                  |                                |          |    |                                  |                                  |                                  |  |  |                                   |                                   |                                   |
|  | 4                                                    | ラムズ                                               | 27                                                   |                                                |                                  |                                  |                                  |                                |          |    |                                  |                                  |                                  |  |  |                                   |                                   |                                   |
|  | 4                                                    | ラムズ                                               | 27                                                   |                                                |                                  |                                  |                                  |                                |          |    |                                  |                                  |                                  |  |  |                                   |                                   |                                   |
|  | 2025年1月12日 リンカーン・フィナンシャル・フィールド | 2025年1月12日 リンカーン・フィナンシャル・フィールド | 2025年1月12日 リンカーン・フィナンシャル・フィールド | 4                                              | ラムズ                           | 22                               |                                  |                                |          |    |                                  |                                  |                                  |  |  |                                   |                                   |                                   |
|  | 2025年1月12日 リンカーン・フィナンシャル・フィールド | 2025年1月12日 リンカーン・フィナンシャル・フィールド | 2025年1月12日 リンカーン・フィナンシャル・フィールド | 4                                              | ラムズ                           | 22                               |                                  |                                |          |    |                                  |                                  |                                  |  |  |                                   |                                   |                                   |
|  | 2025年1月12日 リンカーン・フィナンシャル・フィールド | 2025年1月12日 リンカーン・フィナンシャル・フィールド | 2025年1月12日 リンカーン・フィナンシャル・フィールド |                                                | 2                                | イーグルス                       | 28                               |                                |          |    |                                  |                                  |                                  |  |  |                                   |                                   |                                   |
|  | 2025年1月12日 リンカーン・フィナンシャル・フィールド | 2025年1月12日 リンカーン・フィナンシャル・フィールド | 2025年1月12日 リンカーン・フィナンシャル・フィールド |                                                | 2                                | イーグルス                       | 28                               |                                |          |    |                                  |                                  |                                  |  |  |                                   |                                   |                                   |
|  | 7                                                    | パッカーズ                                           | 10                                                   |                                                |                                  |                                  |                                  |                                |          |    |                                  |                                  |                                  |  |  |                                   |                                   |                                   |
|  | 7                                                    | パッカーズ                                           | 10                                                   |                                                |                                  |                                  |                                  |                                |          |    |                                  |                                  |                                  |  |  |                                   |                                   |                                   |
|  | 2                                                    | イーグルス                                           | 22                                                   |                                                |                                  |                                  |                                  |                                |          |    |                                  |                                  |                                  |  |  |                                   |                                   |                                   |
|  | 2                                                    | イーグルス                                           | 22                                                   |                                                |                                  |                                  |                                  |                                |          |    |                                  |                                  |                                  |  |  |                                   |                                   |                                   |

## 成績

### レギュラーシーズン
- HOU:ヒューストン・テキサンズ、IND:インディアナポリス・コルツ、JAX:ジャクソンビル・ジャガーズ、TEN:テネシー・タイタンズ
- 数字：シード順
- v：スーパーボウル優勝
- s：スーパーボウル敗退
- c：カンファレンス決勝敗退
- d：ディビジョナルプレーオフ敗退
- w：ワイルドカードプレーオフ敗退
- 年表示の背景色が変わっている年はチームがスーパーボウルを制覇した年

| 年度 | 地区優勝 | 地区優勝 | 地区優勝 | 地区優勝 | 2位     | 2位 | 2位 | 2位 | 3位     | 3位 | 3位 | 3位 | 4位    | 4位 | 4位 | 4位 |
| 年度 | チーム   | 勝       | 負       | 分       | チーム  | 勝  | 負  | 分  | チーム  | 勝  | 負  | 分  | チーム | 勝  | 負  | 分  |
| ---- | -------- | -------- | -------- | -------- | ------- | --- | --- | --- | ------- | --- | --- | --- | ------ | --- | --- | --- |
| 2024 | HOU(4d)  | 10       | 7        | 0        | IND     | 8   | 9   | 0   | JAX     | 4   | 13  | 0   | TEN    | 3   | 14  | 0   |
| 2023 | HOU(4d)  | 10       | 7        | 0        | JAX     | 9   | 8   | 0   | IND     | 9   | 8   | 0   | TEN    | 6   | 11  | 0   |
| 2022 | JAX(4d)  | 9        | 8        | 0        | TEN     | 7   | 10  | 0   | IND     | 4   | 12  | 1   | HOU    | 3   | 13  | 1   |
| 2021 | TEN(1d)  | 12       | 5        | 0        | IND     | 9   | 8   | 0   | HOU     | 4   | 13  | 0   | JAX    | 3   | 14  | 0   |
| 2020 | TEN(4w)  | 11       | 5        | 0        | IND(7w) | 11  | 5   | 0   | HOU     | 4   | 12  | 0   | JAX    | 1   | 15  | 0   |
| 2019 | HOU(4d)  | 10       | 6        | 0        | TEN(6c) | 9   | 7   | 0   | IND     | 7   | 9   | 0   | JAX    | 6   | 10  | 0   |
| 2018 | HOU(3w)  | 11       | 5        | 0        | IND(6d) | 10  | 6   | 0   | TEN     | 9   | 7   | 0   | JAX    | 5   | 11  | 0   |
| 2017 | JAX(3c)  | 10       | 6        | 0        | TEN(5d) | 9   | 7   | 0   | IND     | 4   | 12  | 0   | HOU    | 4   | 12  | 0   |
| 2016 | HOU(4d)  | 9        | 7        | 0        | TEN     | 9   | 7   | 0   | IND     | 8   | 8   | 0   | JAX    | 3   | 13  | 0   |
| 2015 | HOU(4w)  | 9        | 7        | 0        | IND     | 8   | 8   | 0   | JAX     | 5   | 11  | 0   | TEN    | 3   | 13  | 0   |
| 2014 | IND(4c)  | 11       | 5        | 0        | HOU     | 9   | 7   | 0   | JAX     | 3   | 13  | 0   | TEN    | 2   | 14  | 0   |
| 2013 | IND(4d)  | 11       | 5        | 0        | TEN     | 7   | 9   | 0   | JAX     | 4   | 12  | 0   | HOU    | 2   | 14  | 0   |
| 2012 | HOU(3d)  | 12       | 4        | 0        | IND(5w) | 11  | 5   | 0   | TEN     | 6   | 10  | 0   | JAX    | 2   | 14  | 0   |
| 2011 | HOU(3d)  | 10       | 6        | 0        | TEN     | 9   | 7   | 0   | JAX     | 5   | 11  | 0   | IND    | 2   | 14  | 0   |
| 2010 | IND(3w)  | 10       | 6        | 0        | JAX     | 8   | 8   | 0   | HOU     | 6   | 10  | 0   | TEN    | 6   | 10  | 0   |
| 2009 | IND(1s)  | 14       | 2        | 0        | HOU     | 9   | 7   | 0   | TEN     | 8   | 8   | 0   | JAX    | 7   | 9   | 0   |
| 2008 | TEN(1d)  | 13       | 3        | 0        | IND(5w) | 12  | 4   | 0   | HOU     | 8   | 8   | 0   | JAX    | 5   | 11  | 0   |
| 2007 | IND(2d)  | 13       | 3        | 0        | JAX(5d) | 11  | 5   | 0   | TEN(6w) | 10  | 6   | 0   | HOU    | 8   | 8   | 0   |
| 2006 | IND(3v)  | 12       | 4        | 0        | TEN     | 8   | 8   | 0   | JAX     | 8   | 8   | 0   | HOU    | 6   | 10  | 0   |
| 2005 | IND(1d)  | 14       | 2        | 0        | JAX(5w) | 12  | 4   | 0   | TEN     | 4   | 12  | 0   | HOU    | 2   | 14  | 0   |
| 2004 | IND(3d)  | 12       | 4        | 0        | JAX     | 9   | 7   | 0   | HOU     | 7   | 9   | 0   | TEN    | 7   | 9   | 0   |
| 2003 | IND(3c)  | 12       | 4        | 0        | TEN(5d) | 12  | 4   | 0   | JAX     | 5   | 11  | 0   | HOU    | 5   | 11  | 0   |
| 2002 | TEN(2c)  | 11       | 5        | 0        | IND(5w) | 10  | 6   | 0   | JAX     | 6   | 10  | 0   | HOU    | 4   | 12  | 0   |

### プレイオフ
Note: 勝 = 勝, 敗 = 敗, 分 = 引分
| シーズン | 勝 | 敗 | 分 | 最終順位        | プレーオフ |
| -------- | -- | -- | -- | --------------- | --- |
| 2019     | 10 | 6  | 0  | AFC南部地区優勝 | ワイルドカード・プレーオフ勝利 22-19 バッファロー・ビルズ ディビジョナル・プレーオフ敗退 31-51 カンサスシティ・チーフス               |
| 2018     | 11 | 5  | 0  | AFC南部地区優勝 | ワイルドカード・プレーオフ敗退 7-21 インディアナポリス・コルツ                                                                        |
| 2016     | 9  | 7  | 0  | AFC南部地区優勝 | ワイルドカード・プレーオフ勝利 27-14 オークランド・レイダース ディビジョナル・プレーオフ敗退 16-34 ニューイングランド・ペイトリオッツ |
| 2015     | 9  | 7  | 0  | AFC南部地区優勝 | ワイルドカード・プレーオフ敗退 0-30 カンザスシティ・チーフス                                                                          |
| 2012     | 12 | 4  | 0  | AFC南部地区優勝 | ワイルドカード・プレーオフ勝利 19-13 シンシナティ・ベンガルズ ディビジョナル・プレーオフ敗退 28-41 ニューイングランド・ペイトリオッツ |
| 2011     | 10 | 6  | 0  | AFC南部地区優勝 | ワイルドカード・プレーオフ勝利 31-10 シンシナティ・ベンガルズ ディビジョナル・プレーオフ敗退 13-20 ボルティモア・レイブンズ           |

### 通算成績
- レギュラーシーズン 79勝113敗
- プレイオフ 3勝5敗
- 通算 81勝115敗

## 主な選手

### 永久欠番
| ヒューストン・テキサンズ 永久欠番一覧 | ヒューストン・テキサンズ 永久欠番一覧 | ヒューストン・テキサンズ 永久欠番一覧 | ヒューストン・テキサンズ 永久欠番一覧 | ヒューストン・テキサンズ 永久欠番一覧 |
| 背番号                                | 名前                                  | 名前                                  | ポジション                            | 在籍期間                              |
| ------------------------------------- | ------------------------------------- | ------------------------------------- | ------------------------------------- | ------------------------------------- |
| なし                                  |                                       |                                       |                                       |                                       |

### プロフットボール殿堂入り
| プロフットボール殿堂入りメンバー一覧 | プロフットボール殿堂入りメンバー一覧 | プロフットボール殿堂入りメンバー一覧 | プロフットボール殿堂入りメンバー一覧 | プロフットボール殿堂入りメンバー一覧 | プロフットボール殿堂入りメンバー一覧 |
| 選手                                 | 選手                                 | 選手                                 | 選手                                 | 選手                                 | 選手                                 |
| 背番号                               | 名前                                 | 名前                                 | ポジション                           | 在籍期間                             | 選出年                               |
| ------------------------------------ | ------------------------------------ | ------------------------------------ | ------------------------------------ | ------------------------------------ | ------------------------------------ |
| 20                                   | エド・リード                         | Ed Reed                              | S                                    | 2013                                 | 2019                                 |

### リング・オブ・オナー

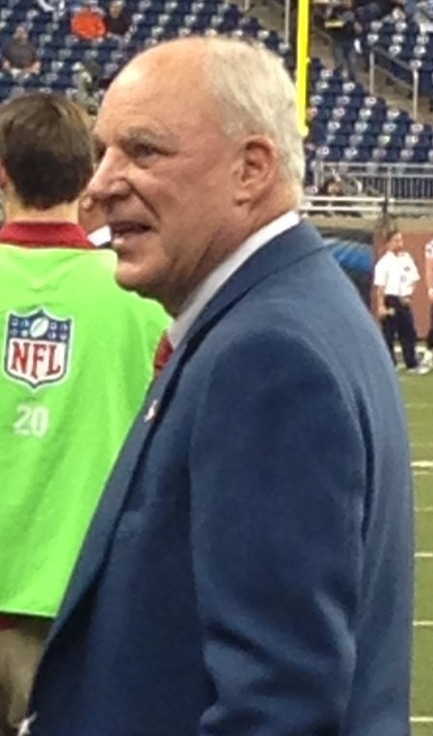
ボブ・マクネア

| ヒューストン・テキサンズ リング・オブ・オナー メンバー一覧 | ヒューストン・テキサンズ リング・オブ・オナー メンバー一覧 | ヒューストン・テキサンズ リング・オブ・オナー メンバー一覧 | ヒューストン・テキサンズ リング・オブ・オナー メンバー一覧 | ヒューストン・テキサンズ リング・オブ・オナー メンバー一覧 | ヒューストン・テキサンズ リング・オブ・オナー メンバー一覧 |
| 背番号                                                     | 名前                                                       | 名前                                                       | ポジション                                                 | 在籍期間                                                   | 選出年                                                     |
| ---------------------------------------------------------- | ---------------------------------------------------------- | ---------------------------------------------------------- | ---------------------------------------------------------- | ---------------------------------------------------------- | ---------------------------------------------------------- |
| 80                                                         | アンドレ・ジョンソン                                       | Andre Johnson                                              | WR                                                         | 2003–2014                                                  | 2017                                                       |
| ボブ・マクネア                                             | ボブ・マクネア                                             | Bob McNair                                                 | オーナー、創設者                                           | 2002–2018                                                  | 2019                                                       |

- ボブ・マクネア

## 歴代ヘッドコーチ

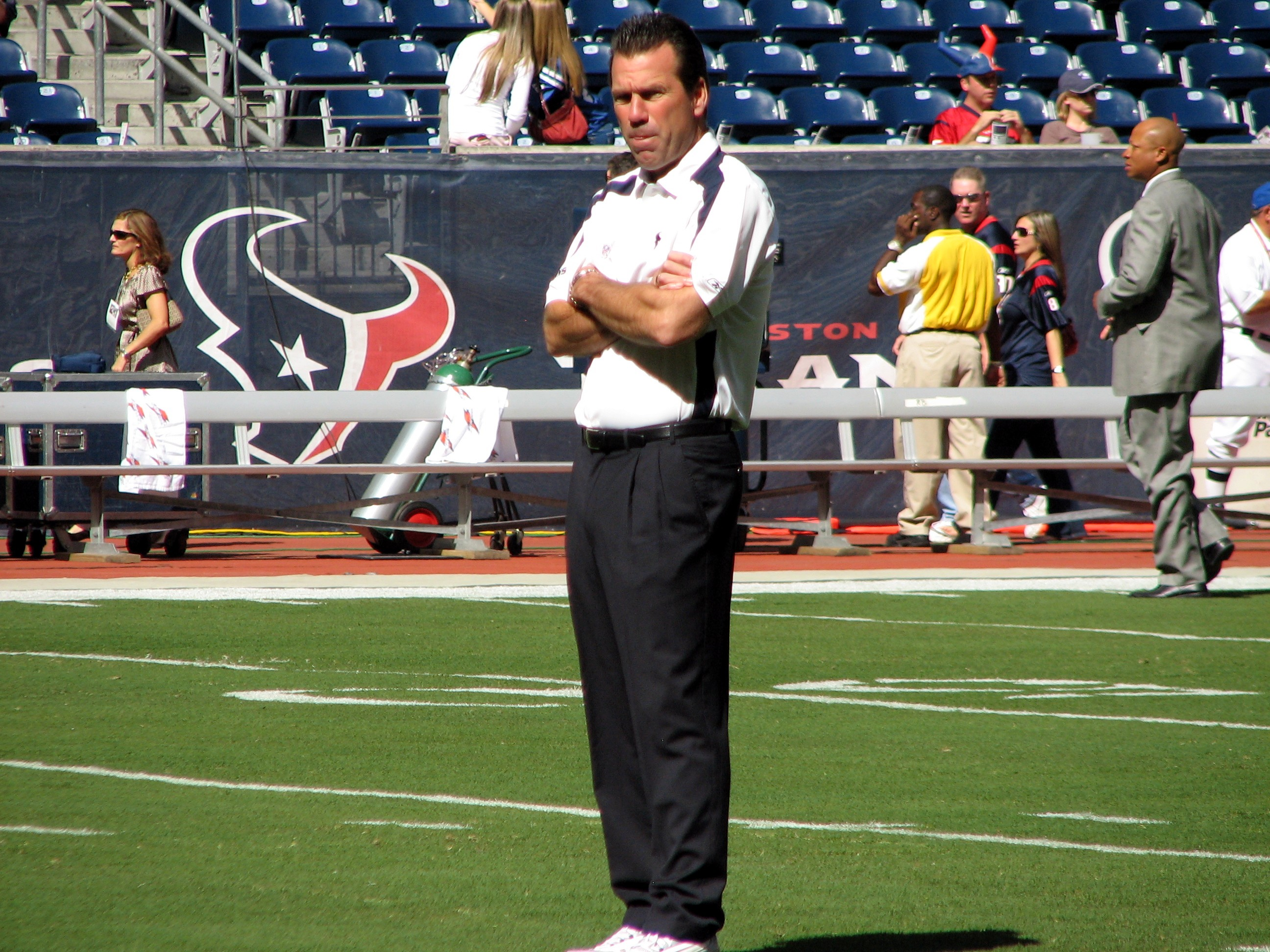
ゲイリー・キュービアック

|   | 名前                     | 名前          | 期間             | シーズン | 勝 | 敗 | 分 | 勝率  | 備考                 |
| - | ------------------------ | ------------- | ---------------- | -------- | -- | -- | -- | ----- | -------------------- |
| 1 | ドム・ケイパース         | Dom Capers    | 2002 - 2005      | 4        | 18 | 46 | 0  | .281  |                      |
| 2 | ゲイリー・キュービアック | Gary Kubiak   | 2006 - 2013.12   | 8        | 61 | 64 | 0  | .488  |                      |
| 3 | ウェイド・フィリップス   | Wade Phillips | 2013.12 - 2014.1 | 暫定     | 0  | 3  | 0  | .000  | 暫定ヘッドコーチ     |
| 4 | ビル・オブライエン       | Bill O'Brien  | 2014.1 - 2020.10 | 7        | 52 | 48 | 0  | .520  | 2020シーズンはGM兼任 |
| 5 | ロメオ・クレネル         | Romeo Crennel | 2020.10 - 2021.1 | 暫定     | 4  | 8  | 0  | .333  | 暫定ヘッドコーチ     |
| 6 | デビッド・カリー         | David Culley  | 2021.1 - 2022.1  | １       | 4  | 13 | 0  | .235  |                      |
| 7 | ラビー・スミス           | Lovie Smith   | 2022.2 -2023.1   | 1        | 3  | 13 | 1  | .1875 |                      |
| 8 | ディミコ・ライアンズ     | DeMeco Ryans  | 2023.2 -         |          |    |    |    |       |                      |

- ゲイリー・キュービアック